# Jack Bauer
Pour les articles homonymes, voir Jack Bauer (homonymie) et Bauer.
Jack Bauer est le héros de la série télévisée 24 heures chrono (24 aux US). Né le 18 février 1966, il a travaillé dans plusieurs organismes gouvernementaux américains tels que la Delta Force, le SWAT ou encore la cellule antiterroriste de Los Angeles. Il est l'un des meilleurs agents dans ce domaine. Il a également contribué à déjouer des attaques terroristes majeures contre les États-Unis d'Amérique.
Jack Bauer a ainsi sauvé plusieurs milliers de vies civiles et de hauts responsables du gouvernement. En raison de son poste et de ses exploits, lui et ses proches furent la cible de nombreuses représailles. Le rôle de Jack Bauer est interprété par Kiefer Sutherland.

## Expériences
- Directeur général - Cellule anti-terroriste à Los Angeles
- Agent fédéral de terrain - Cellule anti-terroriste à Los Angeles
- Chef d’équipe des opérations tactiques - Cellule anti-terroriste à Los Angeles
- Conseiller du Ministre de la Défense - Département de la Défense, Washington
- Agent secret - CIA à Washington
- Capitaine - Forces spéciales Delta Force

### Affiliation
- Cellule anti-terroriste
- CIA
- DOD
- US Army
- Delta Force
- LAPD
- SWAT

## Apparitions
Jack est le protagoniste de la série 24 heures chrono, d'un jeu vidéo (24 heures chrono : le jeu) et de plusieurs romans. Il est le seul personnage apparaissant dans toutes les saisons de la série télévisé.

### Série télévisée
Jack Bauer, né en Californie le 18 février 1966, est le fils de Phillip Bauer. Après le lycée, il s'inscrit à l'UCLA où il est diplômé d'un Bachelor en littérature anglaise. Il continue ses études jusqu'à obtenir sa maîtrise en criminologie et en droit de l'UC Berkeley.
Jack Bauer a ensuite été membre de l'armée des États-Unis, puis a demandé à rejoindre la Delta Force. Il a aussi fait partie de l'équipe du LAPD-SWAT. Il a travaillé à la CIA, mais également à la Cellule anti-terroriste.
Dans sa vie privée, après avoir eu une relation avec Marilyn, future épouse de son frère Graham, Jack s'est marié avec Teri Bauer. Ils ont eu une fille, Kim Bauer. Mais Teri meurt assassinée par une taupe infiltrée à la CTU, Nina Myers. Kim, estimant son père responsable, décide alors de ne plus avoir de relation avec lui.
Au cours de 24, Jack a été soumis à plusieurs "retours de bâton". Le premier était dans le Jour 1, lorsque Jack a été la cible (avec le sénateur David Palmer et Robert Ellis) de la famille Drazen. La seconde fois fut lors du Jour 3, quand un ancien collègue de Jack et agent du MI6, Stephen Saunders, ainsi qu'un employé spécial des services secrets tentèrent de répandre un virus mortel aux États-Unis. Le troisième "retour de bâton" a eu lieu pendant le Jour 5, lorsque Jack a été enlevé par Cheng Zhi. Celui ci était alors en rétorsion pour sa participation à une opération secrète qui avait causé la mort du consul chinois lors du Jour 4. Le dernier s'est produit dans le Jour 6, quand le terroriste Abu Fayed a exigé la mort de Jack, Ce dernier avait en effet torturé et tué son frère à Beyrouth lors d'une opération en 1999.

### Figurines d'action
En janvier 2007, les jouets de McFarlane ont annoncé des plans pour une ligne de figurines d'action 24. Deux figurines de Jack Bauer ont été produites en août 2007. Toutes les deux ont recrées des scènes prises directement de la série. 

### Livres dérivés
Le premier roman, Opération Hell Gate, rédigé par Marc Cerasini, nous renvoie dans les premiers temps de la cellule antiterroriste. Jack – l’infatigable – est appelé à enquêter sur une attaque de missiles imminente qui viserait des avions commerciaux à Los Angeles. D’emblée, il est amené à poursuivre un criminel, un certain Dante Arete. Alors qu’il a arrêté celui-ci et qu’il l’emmène pour procéder à un interrogatoire, son avion est attaqué par un missile. Hensley, un membre du FBI, se retourne contre Bauer et essaye de le tuer. Jack s’en sort, mais Arete lui a échappé. Il lui faut comprendre la raison pour laquelle Hensley a voulu l’abattre. De plus, ce dernier déclare à ses supérieurs que Jack est le coupable et que l’on délivre un mandat d’arrêt contre lui. Aidé par ses partenaires qui mènent l’enquête grâce à leurs ressources informatiques, Jack apprend que des missiles sont en route pour la Corée du Nord.
Le second roman, Veto Power, rédigé lui par John Whitman, met en scène Jack surveillant, un dangereux terroriste soupçonné de préparer un attentat. Son instinct semble lui donner raison lorsque des armes électromagnétiques sont volées à Los Angeles la veille d'un vote important au Sénat.

### Autres médias
Jack Bauer a été parodié subtilement dans d'autres séries télévisées. Dans un épisode de Dr House, aussi à la FOX, le Dr Gregory House répond à une situation urgente d'une façon plutôt sarcastique : « Un niveau trois ! Vous avez appelé Jack Bauer ? »
Bauer fait une apparition dans l'avant-dernier épisode de la 18e saison des Simpsons avec Chloe O'Brian. On l'y voit alors qu'il reçoit un appel provenant de Bart Simpson en raison du croisement des appels. Bart lui communique alors de fausses informations. À la fin de l'épisode, Jack Bauer et l'escouade tactique du CTU arrivent à l'École primaire de Springfield, en brisant des vitres et en défonçant des murs, pour arrêter Bart à cause du coup de téléphone. Une bombe nucléaire explose au loin, semant l'inquiétude, jusqu'à ce que Bauer annonce que c'est Shelbyville qui a explosé. Jack Bauer a été aussi cité dans l'épisode «Working for the Weekend » de la saison 6 de Degrassi: La Nouvelle Génération.
Un épisode de la saison 11 de South Park, intitulé « ⁣Chattomique⁣ », parodie clairement la saison 5 de 24, avec le personnage de South Park, Eric Cartman, qui joue le rôle de Jack Bauer.
Il a également fait une apparition dans le croquis d'ouverture de Conan O'Brien de l'Emmys 2007.
Il est aussi cité dans la série française Plus belle la vie, le personnage de Victoire appelant ainsi le brigadier Boher.
Dans le 11e épisode de la 6e saison de Dr House, Hugh Laurie prononce la phrase suivante « I need the drugs », puis il la répète, mais cette fois en hurlant à défaut de recevoir la moindre réponse de son interlocuteur, suivi d'un « Ça marche pour Jack Bauer… ».
Le duo humoristique québécois Les Grandes Gueules caricature Jack Bauer à l’extrême.
Dans le film Kingsman, Eggsy baptise son chien «JB» en l'honneur à Jack Bauer (et non en celui de James Bond ou de Jason Bourne comme le suppose d'abord Arthur).

## Caractéristiques

### Arbre généalogique
|               |               |               |               |               |               |            |            |            |            | Phillip Bauer † | Phillip Bauer † | Phillip Bauer † | Phillip Bauer † | Phillip Bauer † | Phillip Bauer † |               |               |  |  |            |            | ?          | ?          | ?          | ?          | ?         | ?         |           |           |           |           |              |              |              |              |              |              |  |  |       |       |       |       |       |       |  |  |  |  |
|               |               |               |               |               |               |            |            |            |            | Phillip Bauer † | Phillip Bauer † | Phillip Bauer † | Phillip Bauer † | Phillip Bauer † | Phillip Bauer † |               |               |  |  |            |            | ?          | ?          | ?          | ?          | ?         | ?         |           |           |           |           |              |              |              |              |              |              |  |  |       |       |       |       |       |       |  |  |  |  |
|               |               |               |               |               |               |            |            |            |            |                 |                 |                 |                 |                 |                 |               |               |  |  |            |            |            |            |            |            |           |           |           |           |           |           |              |              |              |              |              |              |  |  |       |       |       |       |       |       |  |  |  |  |
|               |               |               |               |               |               |            |            |            |            |                 |                 |                 |                 |                 |                 |               |               |  |  |            |            |            |            |            |            |           |           |           |           |           |           |              |              |              |              |              |              |  |  |       |       |       |       |       |       |  |  |  |  |
| Marilyn Bauer | Marilyn Bauer | Marilyn Bauer | Marilyn Bauer | Marilyn Bauer | Marilyn Bauer |            |            |            |            |                 |                 | Graem Bauer †   | Graem Bauer †   | Graem Bauer †   | Graem Bauer †   | Graem Bauer † | Graem Bauer † |  |  | Jack Bauer | Jack Bauer | Jack Bauer | Jack Bauer | Jack Bauer | Jack Bauer |           |           |           |           |           |           | Teri Bauer † | Teri Bauer † | Teri Bauer † | Teri Bauer † | Teri Bauer † | Teri Bauer † |  |  | Carol | Carol | Carol | Carol | Carol | Carol |  |  |  |  |
| Marilyn Bauer | Marilyn Bauer | Marilyn Bauer | Marilyn Bauer | Marilyn Bauer | Marilyn Bauer |            |            |            |            |                 |                 | Graem Bauer †   | Graem Bauer †   | Graem Bauer †   | Graem Bauer †   | Graem Bauer † | Graem Bauer † |  |  | Jack Bauer | Jack Bauer | Jack Bauer | Jack Bauer | Jack Bauer | Jack Bauer |           |           |           |           |           |           | Teri Bauer † | Teri Bauer † | Teri Bauer † | Teri Bauer † | Teri Bauer † | Teri Bauer † |  |  | Carol | Carol | Carol | Carol | Carol | Carol |  |  |  |  |
|               |               |               |               |               |               | Josh Bauer | Josh Bauer | Josh Bauer | Josh Bauer | Josh Bauer      | Josh Bauer      |                 |                 |                 |                 |               |               |  |  |            |            |            |            |            |            | Kim Bauer | Kim Bauer | Kim Bauer | Kim Bauer | Kim Bauer | Kim Bauer |              |              |              |              |              |              |  |  |       |       |       |       |       |       |  |  |  |  |

? : Le nom de la mère de Jack n'a pas été révélé dans la série.

### Armes et équipements
Jack porte principalement deux pistolets lors de la série. Durant le Jour 1 et le Jour 2, il utilise un Sig-Sauer P228. Puis, lors des Jours 3 à 6, il possède un Heckler & Koch USP Compact. Il a quelquefois  utilisé d'autres armes. Nous pouvons citer le Heckler & Koch USP, le Beretta M92FS, le Smith & Wesson Model 60, le Colt M4A1, le MAC 10, le HK G3, le Heckler & Koch SR9T, le Smith & Wesson Model 66, le Accuracy International AWP, l'AK-47, le Ruger Mini-14, le P2000 (Heckler & Koch), le Mossberg 500 et son Mariner Variant, le Sig-Sauer P225, le Heckler & Koch SL8, le Walther P99, le SIG P229, le Mossberg 500, le Makarov PM, le Beretta Px4 Storm ou le MP7.

### Création du personnage
Les auteurs de 24 ont collaboré avec Sutherland pour créer une en partie le personnage de Jack Bauer. Sutherland est aussi un producteur exécutif de 24.

### Caractère
Jack Bauer est décrit comme une personne qui n'a confiance qu'en son propre opinion. Il ne croit pas en l'autorité de ses supérieurs et préfère suivre son intuition, comme le souligne son ancien supérieur George Mason dans l'épisode 4 de la Saison 1. : « C’est un électron libre. Les règles ne sont pas faites pour Jack Bauer. Il fait ce qu’il veut quand il le veut. Il ne se préoccupe de personne. ».
À son père Philip Bauer, il dira très jeune, alors que ce dernier souhaite lui donner les clefs de son entreprise BXJ Technologies, « I just had to go my own way »(« je devais suivre mon chemin »).
Jack ne se réfère jamais à une quelconque référence morale, religieuse ou idéologique.

## Kiefer Sutherland
En ayant gagné un Emmy Award (6 nominations), un Golden Globe (5 nominations), 2 SAG Awards (4 nominations) et 2 Satellite Awards, Kiefer Sutherland incarnant Jack Bauer est devenu le 3e acteur le plus récompensé pour une performance dans un premier rôle dramatique des années 2000. Il se situe juste derrière James Gandolfini (3 Emmys, 1 Golden Globe et 3 SAG Awards) et Bryan Cranston (4 Emmys, 1 Golden Globe, 2 SAG Awards et 4 Satellite Awards). Il est aussi l'un des deux seuls acteurs ayant gagné les 4 récompenses, l'autre étant Bryan Cranston pour son rôle de Walter White dans Breaking Bad.